# Jarkovac
Jarkovac (en serbe cyrillique : Јарковац ; en hongrois : Árkod) est une localité de Serbie située dans la province autonome de Voïvodine. Elle fait partie de la municipalité de Sečanj dans le district du Banat central. Au recensement de 2011, elle comptait 1 572 habitants.
Jarkovac est officiellement classé parmi les villages de Serbie. 

## Démographie

### Évolution historique de la population
| 1948  | 1953  | 1961  | 1971  | 1981  | 1991  | 2002  | 2011  |
| ----- | ----- | ----- | ----- | ----- | ----- | ----- | ----- |
| 2 936 | 3 035 | 2 963 | 2 624 | 2 291 | 2 155 | 1 817 | 1 572 |

|  |